# Grupa generała Jana Rządkowskiego
Grupa generała Jana Rządkowskiego – wyższy związek taktyczny Wojska Polskiego okresu wojny polsko-bolszewickiej.

## Zadanie i walki grupy
Grupa sformowana została w czasie walk nad Berezyną i Autą. W lipcu 1929 stanowiła północne skrzydło 4 Armii gen. Stanisława Szeptyckiego.
4 lipca 1920 wojska Frontu Zachodniego Michaiła Tuchaczewskiego rozpoczęły ofensywę nad Autą. Wojska polskie nie wytrzymały uderzenia. 11 Dywizja Piechoty i 1 Dywizja Litewsko-Białoruska wycofywały się pod naporem sowieckiej 3 Armii. 
6 lipca  gen. Szeptycki zarządził dalsze wycofanie wojsk na linię starych okopów niemieckich i nakazał obsadzenie linii  jezioro Dryświaty – Koziany – Postawy – jezioro Miadzioł – Narocz. 
Odejście grupy gen. Rządkowskiego na południowy zachód w kierunku na Mołodeczno otwierało drogę na zachód sowieckiej 3 Armii i części sił 15 Armii. Jednak przeciwnik nie dostrzegł nadarzającej się okazji i błąd polskiego dowództwa nie został należycie wyzyskany.

## Struktura organizacyjna
Skład w lipcu  1920:
- dowództwo grupy
- 1 Dywizja Litewsko-Białoruska
- 11 Dywizja Piechoty

Skład 1 sierpnia 1920:
- 1 Dywizja Litewsko-Białoruska
- 17 Wielkopolska Dywizja Piechoty
- grupa płk. Michała Żymierskiego